# Jan Bechyně (entomolog)

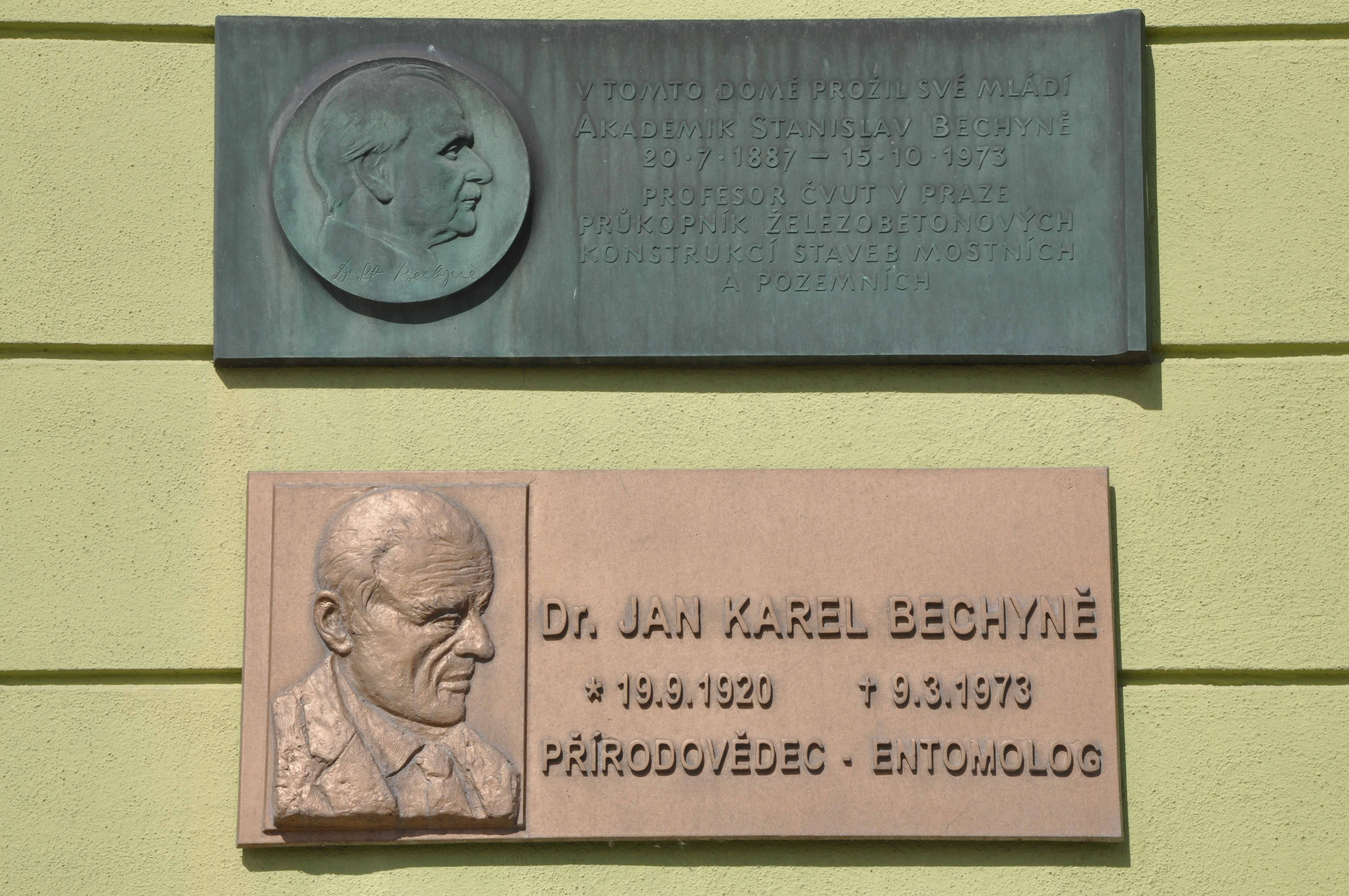
Plakety Stanislava a Jana Bechyňových v Přibyslavi.

Jan Bechyně (19. září 1920 Přibyslav – 9. března 1973 Maracay) byl český entomolog, syn fotografa Jana Bechyně a synovec architekta Stanislava Bechyně.

## Život
Po absolvování gymnázia byl za druhé světové války totálně nasazen do škrobárny, ale tajně už v té době pracoval jako asistent entomologického oddělení Národního muzea v Praze. V roce 1948 byl pozván na stáž do Mnichova, odkud se ale po únoru už do Československa nikdy nevrátil.
Působištěm se mu staly státy Střední a Jižní Ameriky (Salvador, Panama, Kostarika, Nikaragua, Honduras, Venezuela, Ekvádor, Peru, Kolumbie, Brazílie), kde získal členství v entomologických společnostech a aktivně se účastnil na kongresech.
Zabýval se především čeledí Chrysomelidae (mandelinkovití), o které jako odborník na systematiku publikoval řadu významných prací. Žádná z nich ovšem nebyla přeložena do češtiny.
Zemřel v Maracay ve Venezuele. K nedožitým pětaosmdesátinám mu byla na rodném domě odhalena pamětní deska.